# Hayra
Le ruisseau d'Hayra est un cours d'eau qui traverse le département des Pyrénées-Atlantiques.
Il prend sa source sur la commune de Banca (Pyrénées-Atlantiques) et se jette dans la Nive des Aldudes sur la même commune.

## Hydronymie
Le toponyme Hayra, désignant la forêt qui s'étend sur les communes de Banca et d'Urepel dans laquelle le ruisseau prend sa source, est mentionné en 1863 dans le dictionnaire topographique Béarn-Pays basque.

## Affluent
- Legarzuko erreka (4,2 km)

## Département et commune traversés
Pyrénées-Atlantiques :
- Banca